# Rollerski-Weltcup 2020
Der Rollerski-Weltcup 2020 begann am 21. August 2020 in Otepää und endete am 30. August 2020 in Madona. Die Gesamtwertung der Männer gewann der Norweger Patrick Fossum Kristoffersen. Bei der Gesamtwertung der Frauen wurde die Estin Johanna Udras Erste.

## Männer

### Resultate
| 1. Weltcup in Otepää, 21. bis 23. August 2020 | 1. Weltcup in Otepää, 21. bis 23. August 2020 | 1. Weltcup in Otepää, 21. bis 23. August 2020 | 1. Weltcup in Otepää, 21. bis 23. August 2020 | 1. Weltcup in Otepää, 21. bis 23. August 2020 |
| --------------------------------------------- | --------------------------------------------- | --------------------------------------------- | --------------------------------------------- | --------------------------------------------- |
| Datum                                         | Disziplin                                     | Erster Platz                                  | Zweiter Platz                                 | Dritter Platz                                 |
| 21. August 2020                               | Sprint klassisch                              | Amund Korsæth                                 | Henri Roos                                    | Eirik Mysen                                   |
| 22. August 2020                               | 27 km Freistil Massenstart                    | Raido Ränkel                                  | Raimo Vīgants                                 | Patrick Fossum Kristoffersen                  |
| 23. August 2020                               | 15 km klassisch                               | Eirik Mysen                                   | Martin Himma                                  | Patrick Fossum Kristoffersen                  |

| 2. Weltcup in Madona, 28. bis 30. August 2020 | 2. Weltcup in Madona, 28. bis 30. August 2020 | 2. Weltcup in Madona, 28. bis 30. August 2020 | 2. Weltcup in Madona, 28. bis 30. August 2020 | 2. Weltcup in Madona, 28. bis 30. August 2020 |
| --------------------------------------------- | --------------------------------------------- | --------------------------------------------- | --------------------------------------------- | --------------------------------------------- |
| Datum                                         | Disziplin                                     | Erster Platz                                  | Zweiter Platz                                 | Dritter Platz                                 |
| 28. August 2020                               | Sprint Freistil                               | Nico Rieckhoff                                | Patrick Fossum Kristoffersen                  | Ragnar Bragvin Andresen                       |
| 29. August 2020                               | 20 km Freistil Mst.                           | Raimo Vīgants                                 | Patrick Fossum Kristoffersen                  | Amund Korsæth                                 |
| 30. August 2020                               | 15 km klassisch                               | Patrick Fossum Kristoffersen                  | Amund Korsæth                                 | Raimo Vīgants                                 |

| 3. Weltcup in Peking, 23. bis 25. Oktober 2020 | 3. Weltcup in Peking, 23. bis 25. Oktober 2020 | 3. Weltcup in Peking, 23. bis 25. Oktober 2020      | 3. Weltcup in Peking, 23. bis 25. Oktober 2020      | 3. Weltcup in Peking, 23. bis 25. Oktober 2020      |
| ---------------------------------------------- | ---------------------------------------------- | --------------------------------------------------- | --------------------------------------------------- | --------------------------------------------------- |
| Datum                                          | Disziplin                                      | Erster Platz                                        | Zweiter Platz                                       | Dritter Platz                                       |
| 23. Oktober 2020                               | Sprint Freistil                                | Wettkämpfe aufgrund der COVID-19-Pandemie abgesagt. | Wettkämpfe aufgrund der COVID-19-Pandemie abgesagt. | Wettkämpfe aufgrund der COVID-19-Pandemie abgesagt. |
| 24. Oktober 2020                               | Sprint Freistil                                | Wettkämpfe aufgrund der COVID-19-Pandemie abgesagt. | Wettkämpfe aufgrund der COVID-19-Pandemie abgesagt. | Wettkämpfe aufgrund der COVID-19-Pandemie abgesagt. |
| 25. Oktober 2020                               | 20 km Freistil Massenstart                     | Wettkämpfe aufgrund der COVID-19-Pandemie abgesagt. | Wettkämpfe aufgrund der COVID-19-Pandemie abgesagt. | Wettkämpfe aufgrund der COVID-19-Pandemie abgesagt. |

### Gesamtwertung Männer
| Endstand (Top 10) |                              |        |
| \| Rang \| Name \| Punkte \| \| ---- \| ---------------------------- \| ------ \| \| 001. \| Patrick Fossum Kristoffersen \| 409 \| \| 02. \| Amund Korsæth \| 356 \| \| 03. \| Raimo Vīgants \| 325 \| \| 04. \| Ragnar Bragvin Andresen \| 234 \| \| 05. \| Nico Rieckhoff \| 228 \| \| 06. \| Eirik Mysen \| 205 \| \| 07. \| Paulius Januškevičius \| 168 \| \| 08. \| Martin Himma \| 156 \| \| 09. \| Jaunius Drusys \| 136 \| \| 10. \| Daniel Thiem \| 133 \| |                              |        |
| Rang | Name                         | Punkte |
| 001. | Patrick Fossum Kristoffersen | 409    |
| 02. | Amund Korsæth                | 356    |
| 03. | Raimo Vīgants                | 325    |
| 04. | Ragnar Bragvin Andresen      | 234    |
| 05. | Nico Rieckhoff               | 228    |
| 06. | Eirik Mysen                  | 205    |
| 07. | Paulius Januškevičius        | 168    |
| 08. | Martin Himma                 | 156    |
| 09. | Jaunius Drusys               | 136    |
| 10. | Daniel Thiem                 | 133    |

## Frauen

### Resultate
| 1. Weltcup in Otepää, 21. bis 23. August 2020 | 1. Weltcup in Otepää, 21. bis 23. August 2020 | 1. Weltcup in Otepää, 21. bis 23. August 2020 | 1. Weltcup in Otepää, 21. bis 23. August 2020 | 1. Weltcup in Otepää, 21. bis 23. August 2020 |
| --------------------------------------------- | --------------------------------------------- | --------------------------------------------- | --------------------------------------------- | --------------------------------------------- |
| Datum                                         | Disziplin                                     | Erster Platz                                  | Zweiter Platz                                 | Dritter Platz                                 |
| 21. August 2020                               | Sprint klassisch                              | Johanna Udras                                 | Hanna-brita Kaasik                            | Teiloora Ojaste                               |
| 22. August 2020                               | 27 km Freistil Massenstart                    | Johanna Udras                                 | Tuuli Tomingas                                | Kitija Auziņa                                 |
| 23. August 2020                               | 10 km klassisch                               | Johanna Udras                                 | Aveli Uustalu                                 | Hanna-brita Kaasik                            |

| 2. Weltcup in Madona, 28. bis 30. August 2020 | 2. Weltcup in Madona, 28. bis 30. August 2020 | 2. Weltcup in Madona, 28. bis 30. August 2020 | 2. Weltcup in Madona, 28. bis 30. August 2020 | 2. Weltcup in Madona, 28. bis 30. August 2020 |
| --------------------------------------------- | --------------------------------------------- | --------------------------------------------- | --------------------------------------------- | --------------------------------------------- |
| Datum                                         | Disziplin                                     | Erster Platz                                  | Zweiter Platz                                 | Dritter Platz                                 |
| 28. August 2020                               | Sprint Freistil                               | Kitija Auziņa                                 | Patrīcija Eiduka                              | Signe Mikelsone                               |
| 29. August 2020                               | 15 km Freistil Massenstart                    | Patrīcija Eiduka                              | Johanna Udras                                 | Kitija Auziņa                                 |
| 30. August 2020                               | 10 km klassisch                               | Patrīcija Eiduka                              | Johanna Udras                                 | Kitija Auziņa                                 |

| 3. Weltcup in Peking, 23. bis 25. Oktober 2020 | 3. Weltcup in Peking, 23. bis 25. Oktober 2020 | 3. Weltcup in Peking, 23. bis 25. Oktober 2020      | 3. Weltcup in Peking, 23. bis 25. Oktober 2020      | 3. Weltcup in Peking, 23. bis 25. Oktober 2020      |
| ---------------------------------------------- | ---------------------------------------------- | --------------------------------------------------- | --------------------------------------------------- | --------------------------------------------------- |
| Datum                                          | Disziplin                                      | Erster Platz                                        | Zweiter Platz                                       | Dritter Platz                                       |
| 23. Oktober 2020                               | Sprint Freistil                                | Wettkämpfe aufgrund der COVID-19-Pandemie abgesagt. | Wettkämpfe aufgrund der COVID-19-Pandemie abgesagt. | Wettkämpfe aufgrund der COVID-19-Pandemie abgesagt. |
| 24. Oktober 2020                               | Sprint Freistil                                | Wettkämpfe aufgrund der COVID-19-Pandemie abgesagt. | Wettkämpfe aufgrund der COVID-19-Pandemie abgesagt. | Wettkämpfe aufgrund der COVID-19-Pandemie abgesagt. |
| 25. Oktober 2020                               | 15 km Freistil Massenstart                     | Wettkämpfe aufgrund der COVID-19-Pandemie abgesagt. | Wettkämpfe aufgrund der COVID-19-Pandemie abgesagt. | Wettkämpfe aufgrund der COVID-19-Pandemie abgesagt. |

### Gesamtwertung Frauen
| Endstand |                    |        |
| \| Rang \| Name \| Punkte \| \| ---- \| ------------------ \| ------ \| \| 001. \| Johanna Udras \| 460 \| \| 02. \| Kitija Auziņa \| 341 \| \| 03. \| Patrīcija Eiduka \| 280 \| \| 04. \| Hanna-brita Kaasik \| 185 \| \| 05. \| Teiloora Ojaste \| 139 \| \| 06. \| Aveli Uustalu \| 130 \| \| 07. \| Anette Kasemets \| 121 \| \| 08. \| Teesi Tuul \| 100 \| \| 09. \| Keidy Kaasiku \| 95 \| \| 10. \| Tuuli Tomingas \| 80 \| \| 10. \| Kaidy Kaasiku \| 80 \| \| 12. \| Signe Mikelsone \| 60 \| \| 13. \| Paula Bergfelde \| 50 \| \| 14. \| Madara Zake \| 45 \| \| 15. \| Merilin Jurisaar \| 36 \| |                    |        |
| Rang | Name               | Punkte |
| 001. | Johanna Udras      | 460    |
| 02. | Kitija Auziņa      | 341    |
| 03. | Patrīcija Eiduka   | 280    |
| 04. | Hanna-brita Kaasik | 185    |
| 05. | Teiloora Ojaste    | 139    |
| 06. | Aveli Uustalu      | 130    |
| 07. | Anette Kasemets    | 121    |
| 08. | Teesi Tuul         | 100    |
| 09. | Keidy Kaasiku      | 95     |
| 10. | Tuuli Tomingas     | 80     |
| 10. | Kaidy Kaasiku      | 80     |
| 12. | Signe Mikelsone    | 60     |
| 13. | Paula Bergfelde    | 50     |
| 14. | Madara Zake        | 45     |
| 15. | Merilin Jurisaar   | 36     |